# KMPlayer
KMPlayer (K-Multimedia Player, nach dem Familiennamen des Entwicklers Kang Yong-Huee; abgekürzt KMP) ist ein Videoplayer für Windows, macOS (Beta), Android und iOS, der sich durch geringen Speicherverbrauch und die Wiedergabe einer Vielzahl an Audio-, Bild- und Videodateiformaten auszeichnet. Er beherrscht zudem mehrere Untertitel-Formate, besitzt einen Untertitel-Editor und bietet die Möglichkeit, Audio- und Videomitschnitte sowie Bildschirmfotos zu erstellen.

## Entwicklungsgeschichte
Im KMPlayer-Forum wurde im März 2008 bekanntgegeben, dass der Softwareentwickler Kang Yong-Huee bereits im August 2007 die Software-Rechte an das koreanische Medienunternehmen Pandora TV veräußert hat. In der gleichen Mitteilung wurde versichert, dass die Software weiterhin Freeware sowohl für kommerzielle als auch für private Zwecke bleiben würde.
Seit Mitte April 2008 stand der The KMPlayer Setup Wizard (Beta 1.0.0.8) zur Verfügung, der eine vereinfachte und schnelle Konfiguration der wichtigsten Einstellungen ermöglichte. Seit Ende April 2008 gab es die Version 1.0.0.8f des Wizards auch in einer deutschen Übersetzung. Die Version des Players von Mai 2008 enthielt bereits einen Konfigurationshelfer.

## Funktionen
KMPlayer kann Video- und Audiodateien abspielen. Zu den unterstützen Formaten zählen VCD, DVD, AVI, MKV, Ogg, MP3, OGM, 3gp, MPEG-1, 2, 4, WMV, JPG, FLV, RealMedia und QuickTime. Neben einfachen Filtereinstellungen kann die Abspielgeschwindigkeit, die Farbgebung und das Seitenverhältnis eingestellt werden. Diese Einstellungen können nicht nur über das Kontextmenü oder Shortcuts verändert werden, sondern auch erleichternd durch die Steuerungsbox (Control Box) für die wichtigsten Video-, Audio- und Playbackeinstellungen, die sich in einem Nebenfenster öffnet.
Weitere Funktionen der Software sind das Versehen der Dateien mit einem Lesezeichen (um das Abspielen von Dateien zu einem späteren Zeitpunkt an einer bestimmten Stelle fortzuführen), das Abspielen von beschädigten oder nicht fertiggestellten AVI-Dateien (beschädigte Frames werden ausgelassen), eine A-B-Wiederholung (Erstellung von Abschnittsschleifen) und ein Desktop-Playback-Modus (der Desktophintergrund wird durch das Video ersetzt).
Mit verschiedenen Skins, Farbschemata und weiteren Konfigurationsmöglichkeiten lässt sich das Aussehen des Programms anpassen. So kann auch die Oberfläche anderer Mediaplayer simuliert werden (z. B. Windows Media Player, Winamp, GOM Player).